# Franziska Schenk
Franziska Schenk (Erfurt (Oost-Duitsland), 13 maart 1974) is een voormalig langebaanschaatsster uit Duitsland.

## Biografie
Schenk werd op de ijsbaan van Baselga di Pinè wereldkampioen junioren in 1993. Een jaar later liet ze zien het talent ook bij de senioren om te kunnen zetten in een medaille. Bij de Winterspelen van 1994 in Lillehammer veroverde ze de bronzen medaille op de 500 meter. Bovendien reed ze een vierde tijd op de 1000 meter, slechts 0,03 seconden achter de Chinese Ye Qiaobo.
In de jaren die volgden bleef ze in de wereldtop. Ze reed, na tweemaal brons bij een WK Sprint (1995, 1996), in 1997 naar het goud en werd derhalve wereldkampioene sprint.
Ook bij de WK Afstanden schaatste Schenk zich in de medailles. Ze won drie bronzen medailles op de sprint afstanden, twee in 1997 (500 en 1000 meter) en één in 1998 (1000 meter).
Na een minder schaatsseizoen in 1999 stopte ze met schaatsen. Tegenwoordig is ze onder andere presentatrice bij schaatswedstrijden voor de Duitse televisie.

## Resultaten
| jaar | Olympische Spelen | Wereldbeker        | WK Afstanden      | WK Sprint | WK Junioren |
| ---- | ----------------- | ------------------ | ----------------- | --------- | ----------- |
| 1991 |                   |                    |                   |           | 5e          |
| 1992 |                   |                    |                   |           | 4e          |
| 1993 |                   | 27e 500m 13e 1000m |                   | NS4       | Goud        |
| 1994 | 500m · 4e 1000m   | 4e 500m 6e 1000m   |                   | -         |             |
| 1995 |                   | 4e 500m 4e 1000m   |                   | Brons     |             |
| 1996 |                   | 7e 500m 4e 1000m   | 4e 500m 20e 1000m | Brons     |             |
| 1997 |                   | 500m · 1000m       | 500m · 1000m      | Goud      |             |
| 1998 | 4e 500m NF 1000m  | 4e 500m · 1000m    | 7e 500m · 1000m   | 4e        |             |
| 1999 |                   | 24e 500m 17e 1000m | 13e 1000m         | 12e       |             |

- = geen deelname
NF = niet gefinisht
NS4 = niet gestart op de 4e afstand

### Medaillespiegel
| Kampioenschap     | Goud | Zilver | Brons |
| ----------------- | ---- | ------ | ----- |
| Olympische Spelen | 0    | 0      | 1     |
| Wereldbeker       | 1    | 2      | 0     |
| WK Afstanden      | 0    | 0      | 3     |
| WK Sprint         | 1    | 0      | 2     |
| WK Junioren       | 1    | 0      | 0     |

## Persoonlijke records
| Afstand    | Tijd    | Datum           | Baan    |
| ---------- | ------- | --------------- | ------- |
| 500 meter  | 38,31   | 27 maart 1998   | Calgary |
| 1000 meter | 1.15,46 | 28 maart 1998   | Calgary |
| 1500 meter | 2.02,76 | 8 november 1997 | Berlijn |
| 3000 meter | 4.32,39 | 3 maart 1991    | Calgary |